# アン法
アン法、アン女王法、あるいはアン条例（英: Copyright Act 1709 8 Anne c.19, Statute of Anne）は、「書物その他の書かれた物」を保護の対象とした、英国の最初の著作権法である。正式な名称は、An Act for the Encouragement of Learning, by vesting the Copies of Printed Books in the Authors or purchasers of such Copies, during the Times therein mentionedであり、直訳すると「一定期間の間、印刷された本の複写を、著者やその本の購入者に帰属させることにより、学問の推奨を行う法律」である。1710年4月5日に議会で可決され、同日に裁可された後、1710年4月10日より施行となった。これは、世界で最初の本格的な著作権に関する法律であり、制定された時の女王であるアン女王の名から命名された。
著作権に関するいくつかの研究論文では、法案の可決は1709年の日付を示している。しかし英国の司法・行政文書の多くは、日本の元号の概念に類する即位年号が用いられており、新年が3月から1月に変更されたため、現在の西暦においては法案の可決は1710年となる。

## 概要
この法律は、メアリ1世の治世の間、1557年に裁可され、何度かの変更の後、1695年に廃止された書籍出版業組合が独占していた権利をおきかえるものであった。この組合の時代では、組合が一度作者から作品を購入したら、その作品に対する印刷の独占権が与えられると言うものであった。作者自身は組合の一員から排除され、合法的な形で、自主出版することはできず、一度売った本に対する使用料を受けることもできなかった。
1710年の法律では、作品の再生産の独占権を印刷屋でなく、作者に与えるものであった。この法律は、制定された時点で出版されている全ての作品に対し、21年間の期間を、それ以降に印刷される作品には14年間の期間の印刷の権利を著作者に与えた（第1条）。更に14年が経過した時点で著作者が生存していれば更に14年の保護が与えられた（第11条）。先の14年の印刷の権利を印刷屋に販売していたとしても後の14年の権利は作者に与えられた。ただし、保護を受ける要件として、6ペンスを必要とする書籍出版業組合の登記簿への登記が条件であった（第2条）。
また法律は、印刷屋に9部の複写を書籍出版業組合に渡すことを定めており（第5条）、この複写は、王室図書室 (Royal Library)、オックスフォード大学、ケンブリッジ大学、セント・アンドルーズ大学、グラスゴー大学、アバディーン大学、エディンバラ大学、シオン・カレッジの図書館、エディンバラにあるスコットランド弁護士会の図書館に収められた。アイルランドが英国に統合された1801年以降は、トリニティ・カレッジとダブリンにあるキングスインが追加された。
この法律の施行によって、当初は、160人の著作者によって300冊余りの本が出版されたが、収益の低い個人出版を宣伝することに消極的だったため、出版の流れが続くことはなく18世紀末頃までに衰退した。